# この手
「この手」（このて）は、ONCEの楽曲。4作目の配信限定シングルとして、2024年8月7日にA-Sketchからリリースされた。

## 概要
前作『Flyby』から約3週間ぶりのシングルリリースとなる本作は、ONCEとしては初のラブソングとなっており、杉本がONCEとしてラブソングを書きたいと思い制作された楽曲となっている。
本作について杉本雄治は、
| 「 | 愛を感じる瞬間は色々あるけれど、その中でも僕らが持っている“手”が生み出すものにたくさんの愛を感じその情景を浮かべながら僕なりの愛を綴っていきました。 | 」 |

とコメントしている。

## 収録内容
| #  | タイトル   | 作詞・作曲 | 編曲 | 時間 |
| -- | ---------- | ---------- | ---- | ---- |
| 1. | 「この手」 | ONCE       | ONCE | 4:21 |